# Mesonyx
Mesonyx – rodzaj wymarłego ssaka z rodziny Mesonychidae. Skamieniałości różnych gatunków znaleziono w warstwach z wczesnego i późnego eocenu w Stanach Zjednoczonych oraz w warstwach z wczesnego eocenu w Chinach sprzed 51,8—51,7 milionów lat.

## Budowa

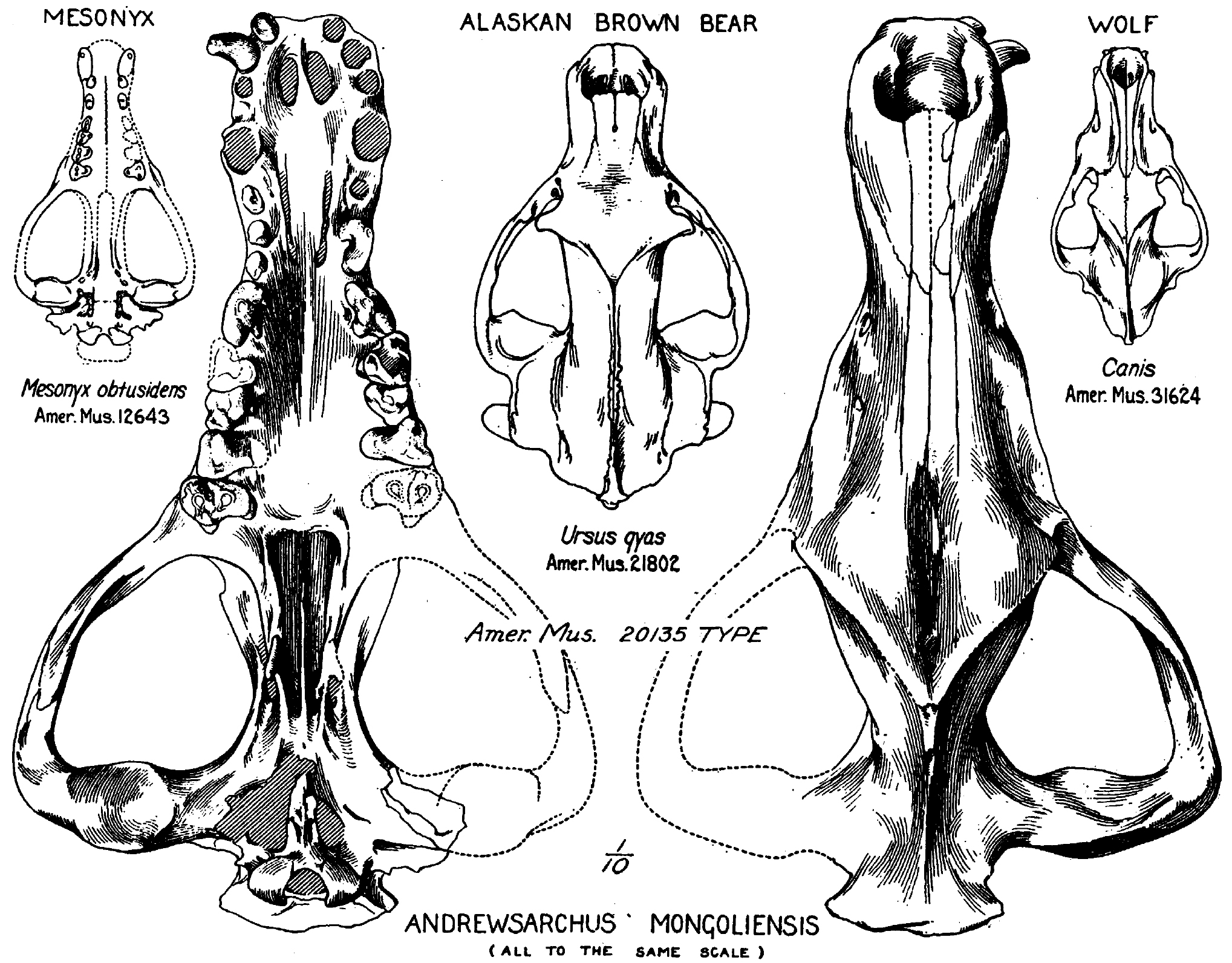
Czaszka Mesonyx (po lewej) w porównaniu z czaszkami wilka, niedźwiedzia i Andrewsarchus

Mesonyx szacowano na 1,25–1,5 m długości, nie licząc ogona. Szacunki dotyczące masy wahają się od 20 do 55 kg. Podobnie jak u innych Mesonychidae palce kończyły się niewielkimi kopytami.
Podobnie jak inne Mesonychidae, miały one duże głowy i długie szyje w stosunku do wielkości ciała. Mesonyx uintensis, pochodzący z późnego eocenu, którego szczątki znaleziono w Wyoming, ma całkowitą długość czaszki wynoszącą 429 mm i długości pyska wynoszącą 206 mm.
Szacunki wielkości Mesonyx posłużyły do spekulowania, że Andrewsarchus był największym drapieżnym ssakiem lądowym, jaki kiedykolwiek żył na Ziemi. Ponieważ Andrewsarchus jest znany wyłącznie z pojedynczej czaszki, oszacowanie jego wielkości oparto na powiększeniu materiału kopalnego Mesonyx. Wiadomo jednak, że oba rodzaje nie są blisko spokrewnione.